# Fotis Katsikaris
Fotis Katsikaris  (griechisch Φώτης Κατσικάρης, * 16. Mai 1967 in Korydallos, Griechenland) ist ein griechischer Basketballtrainer und ehemaliger -spieler.

## Karriere als Spieler
Fotis Katsikaris begann seine Ausbildung als Basketballspieler bei Ionikos Nikeas. Mit 15 Jahren gab er seine Premiere in der höchsten Spielklasse der griechischen Meisterschaft. Es folgte von 1986 bis 1988 ein USA-Aufenthalt. Nach der Rückkehr aus den Vereinigten Staaten spielte Katsikaris zunächst zwei Jahre bei Sporting Athen, um 1990 zu AEK Athen zu wechseln. Dort spielte er insgesamt sechs Jahre. Nach weiteren zwei Jahren bei Iraklis Kreta beendete er seine Karriere als Spieler.

## Karriere als Trainer
Katsikaris begann seine Trainerlaufbahn als Assistenztrainer von AEK Athen, zunächst von Dušan Ivković und dann von Dragan Šakota. In dieser Zeit gewann AEK die griechische Meisterschaft (2002), zwei Mal den griechischen Pokal (2000, 2001) und 2000 den Saporta Cup. Zu Beginn der Saison 2003/04 wurde Katsikaris zum Cheftrainer ernannt. Er erreichte in der Saison 2004/05 mit AEK den zweiten Platz der griechischen Meisterschaft und die Runde der besten 16 Mannschaften in der EuroLeague. Anschließend wechselte Katsikaris zum russischen Klub BK Dynamo Sankt Petersburg. In der Saison 2005/06 wurde er mit Dynamo Dritter der russischen Meisterschaft und Vierter im Eurocup. Nach nur zwei Jahren Spielbetrieb ging Dynamo 2006 bankrott.
Katsikaris unterschrieb im Oktober 2006 bei Valencia. Nachdem Valencia unter seiner Führung nicht zur spanischen Spitze vorstoßen konnte, wurde er nach dem Beginn der Saison 2008/09 entlassen. Im Oktober 2009 trat Katsikaris als Trainer von Aris Thessaloniki eine neue Stelle an. Er führte Aris unter die besten 16 Mannschaften des Eurocups, trat jedoch im Januar 2010 nach einer Niederlage gegen den „Erzfeind“ PAOK nach nur 100 Tagen zurück. Wenige Tage später übernahm er den spanischen Club CB Bilbao Berri. In derselben Saison erreichte er mit Bilbao den dritten Platz im Eurocup.
In der nächsten Saison (2010/11) wurde er Zweiter der spanischen Liga. Im Dezember 2012 wurde bekannt, dass Katsikaris neben Bilbao die russische Basketballnationalmannschaft trainieren werde, doch bereits vor dem Beginn der Vorbereitung zur EM 2013 trat Katsikaris wegen Querelen mit dem russischen Verband von diesem Posten zurück. Im Eurocup 2012/13 erreichte er mit Bilbao das Finale, das gegen Lokomotive Kuban Krasnodar verloren ging. Bereits vor diesem Finale wurde er im Eurocup zum Trainer des Jahres ernannt.
Nach Beendigung seines Engagements bei Bilbao Basket übernahm er als hauptverantwortlicher Trainer Anfang Juni 2014 die griechische Basketballnationalmannschaft, ab der Saison 2015/16 zudem die Vereinsmannschaft von UCAM Murcia. Diese führte er zum Ende der Hauptrunde auf den siebten Rang und damit zur erstmaligen Teilnahme an einer Endrunde um die spanische Meisterschaft. Dafür wurde er mit der Auszeichnung Trainer des Monats Mai in der Liga ACB ausgezeichnet. Zur Saison 2016/17 nahm er ein Engagement bei Lokomotive Kuban an, beendete dieses allerdings bereits nach einigen Wochen wieder. Mitte Januar 2017 kehrte er zu UCAM Murcia zurück. Diese Mannschaft verließ Katsikaris im Sommer 2017 zugunsten Hapoel Jerusalems. Anfang November 2017 ließ der Verein verkünden, man habe sich im gegenseitigen Einverständnis von Trainer Katsikaris getrennt. Dieser wurde noch im selben Monat als Hauptverantwortlicher bei Iberostar Tenerife vorgestellt.
Im Juli 2018 vermeldete die NBA-Mannschaft Utah Jazz Katsikaris' Verpflichtung als Assistenztrainer. Er wurde der erste in Griechenland geborene Trainer in der nordamerikanischen Liga. Im Anschluss an das Spieljahr 2018/19 trat er im Sommer 2019 die Trainerstelle bei Herbalife Gran Canaria an. Nach einem Jahr endete die Zusammenarbeit.
Im Januar 2021 wurde der Grieche Cheftrainer von Unicaja Malaga. Anfang Februar 2022 wurde er entlassen, seine Mannschaft wies in der spanischen Liga zu dem Zeitpunkt eine Bilanz von sieben Siegen sowie elf Niederlagen auf und hatte in der Champions League fünf von acht Spielen gewonnen.

## Erfolge als Trainer
- Trainer des Jahres im Eurocup: 2013
- Zweiter der griechischen Meisterschaft: 2005
- Zweiter der spanischen Meisterschaft: 2011
- Dritter der russischen Meisterschaft: 2006
- Finalist des Eurocups: 2013